# Boyd's hoekkopagame
Boyd's hoekkopagame (Lophosaurus boydii) is een hagedis uit de familie agamen (Agamidae).

## Naam en indeling
De wetenschappelijke naam van de soort werd voor het eerst voorgesteld door William John Macleay in 1884. Oorspronkelijk werd de naam Tikris boydii gebruikt. De soort werd lange tijd tot de geslachten Hypsilurus en Gonocephalus gerekend, waardoor de verouderde wetenschappelijke namen Gonocephalus boydiien Hypsilurusboydii vaak in de literatuur wordt gebruikt.
De soortaanduiding boydii is een eerbetoon aan de Engelse natuurverzamelaar John Archibald Boyd (1846 - 1926).

## Uiterlijke kenmerken
De hoekkopagame kan een totale lichaamslengte bereiken van ongeveer 45 centimeter waarvan twee derde bestaat uit de lange staart. De kleur is meestal donkerbruin en oudere dieren kleuren bruinzwart. De soort is te herkennen aan de drie stekels in de nek, een oranje vlek net achter het oog en de vreemde 'knik' in de kop van deze dieren, die eigenlijk een soort kam is net zoals basilisken deze hebben. De agame heeft een grove stekelkam op de rug en een kleine keelzak die tand-achtige uitsteeksels draagt. Op de flanken zijn blauwe vlekken aanwezig die bij jongere dieren het best te zien zijn en bij oudere dieren vervagen.

## Levenswijze
Boyd's hoekkopagame is een klimmende soort die maar zelden op de grond komt. Bij verstoring rent het dier niet snel weg zoals de meeste hagedissen, maar verstopt zich achter een boomstam. Op het menu staan voornamelijk insecten maar ook kleine zoogdieren worden gegeten en oudere dieren eten ook plantendelen zoals bessen, vruchten en bladeren. Net zoals Chinese wateragame (Physignatus) en de groene leguaan (Iguana iguana) gaat de hoekkopagame steeds meer plantendelen eten naarmate hij ouder wordt, maar in tegenstelling tot de laatste soort wordt de hagedis niet vegetarisch.
De vrouwtjes zetten eieren af op de bodem. Het legsel wordt vaak in dichte bossen begraven, omdat het in open gebieden te heet wordt.

## Verspreiding en habitat
Boyd's hoekkopagame leeft in het noordoosten van Australië en komt hier endemisch voor in de deelstaat Queensland.
De habitat bestaat uit tropische en subtropische bossen die vochtig en dicht begroeid zijn. De hagedis leeft in de hogere takken waar het dier zont, jaagt en schuilt. Er is enige tolerantie voor door de mens aangepaste streken zoals plantages. Deze moeten echter wel bestaan uit bomen die niet regelmatig gekapt worden en daardoor erg hoog kunnen worden.

### Beschermingsstatus
Door de internationale natuurbeschermingsorganisatie IUCN is de beschermingsstatus 'veilig' toegewezen (Least Concern of LC).